# دانشگاه آزاد اسلامی واحد قائنات
دانشگاه آزاد اسلامی واحد قاینات یکی از واحدهای دانشگاه آزاد اسلامی است که در شهر قائن (قاین) استان خراسان جنوبی واقع شده‌است.

دانشگاه آزاد اسلامی واحد قائنات در ۲۲ فروردین ۱۳۷۹ با پذیرش دانشجو در ۵ رشته آموزشی در مقاطع کارشناسی و کاردانی تحت پوشش واحد مشهد با ۳۰۰ نفر دانشجو و ۱۰۰ متر ساختمان استیجاری کار خود را به صورت رسمی آغاز نمود و دومین مرکز آموزش عالی شهرستان بشمار می‌رفت. در اسفند ۱۳۸۴ با داشتن ۱۳ نفر عضو هیات علمی تمام وقت و نیمه وقت، ۱۴ رشته مصوب و تعداد ۸۵۰  دانشجو، ۲ نفر بورسیه، ۲۸ کارمند و ۱۲۰۰۰ متر مربع به واحد دانشگاهی کوچک تبدیل شد. در ۲۳ بهمن ۱۳۸۹  از واحد کوچک به به واحد متوسط دانشگاهی تبدیل شد
دانشگاه آزاد اسلامی واحد قاینات در حال حاضر دارای ۲ رشته در مقطع دكتری، ۱۴ رشته در مقطع كارشناسی ارشد ناپيوسته، ۹ رشته كارشناسی پيوسته، ۱۲ رشته كارشناسي ناپيوسته، ۱۰ رشته كاردانی ناپيوسته و ۶ رشته کاردانی پیوسته است. حدود ۷۰% دانشجویان بومی و ۳۰% غير بومی هستند، تعداد دانش آموختگان از ابتدا تاكنون ۴۵۰۰ نفر، تعداد كاركنان ۳۳ نفر و تعداد اعضاي هيات علمي ۱۸ نفر است.